# Lóherepohók
A lóherepohók (Lasiocampa trifolii) a szövőlepkefélék családjába tartozó, Eurázsiában és Észak-Afrikában honos lepkefaj.

## Megjelenése
A lóherefapohók szárnyfesztávolsága a hímek esetében 4,5–5,5 cm; a nőstényeknél 6–7 cm. A hímek feje és tora vörösbarna, szárnyai rövidek és szélesek. A szárnyak alapszíne vörösbarna, az elülső szárnyon sárgás behintés látható, ami a szegélyen valamivel sűrűbb. Középen viszonylag nagy, kerek, sötét szegélyű világos folt található. A szárnyon sárga, enyhén ívelt harántsáv húzódik keresztül, ami az elülső szárnyélt általában befelé hajolva, hegyesszögben érinti. A hátsó szárnyon a sárgás harántsáv alig vagy nem látszik. A fonák sárgásbarna, jól látható vörösbarna harántsávval mind a négy szárnyon. A rojt vörösbarna. 
A nőstények szárnyai nyújtottak. Teste és a szárnyai sárgásbarnák. Az elülső szárnyon a harántsáv barna és sárgásbarna, a középfolt barna kerete széles. A hátulsó szárny rajzolat nélküli. A fonák a szárnyak felszínénél világosabb. A rojt barna.
Változékonysága nem számottevő.
Petéi tojásdadok, vörösbarna színűek. 
Hernyója sötétszürke, szelvényközei feketék, hátán sárgás vagy vöröses sáv húzódik, kékesszürke oldalán ferde, világos keretű csíkok sorakoznak. Idősebb korában barnássárga vagy sárga szőrök borítják be sűrűn. 

### Hasonló fajok
A tölgyfapohókkal téveszthető össze. 

## Elterjedése
Eurázsiában (az Ibériai-félszigettől egészen Dél-Szibériáig) és Észak-Afrikában honos. Magyarországon országszerte mindenütt előfordulhat, a hegy- és dombvidékeken gyakori. 

## Életmódja
Száraz, sovány talajú rétek, legelők, homoki gyepek, sziklalejtők lakója.    
Évente egy nemzedéke nő fel, imágóit július végétől szeptember elejéig lehet látni. A hímek késő délután és alkonyatkor aktívak, a nőstények inkább éjszaka repülnek, őket jobban vonzza a mesterséges fény. A nőstény a földre hullajtja petéit, amelyek még ősszel kikelnek vagy legalábbis a fejlődésnek indulnak a peteburokban. AZ áttelelt hernyó tavasszal  különféle lágyszárú növények leveleivel táplálkozik; az idősebb hernyó főleg a pillangósvirágúakat részesíti előnyben. Júniusra teljesen kifejlődnek és a földön sűrű, sárgás szövedékben bebábozódnak.
Magyarországon nem védett. 

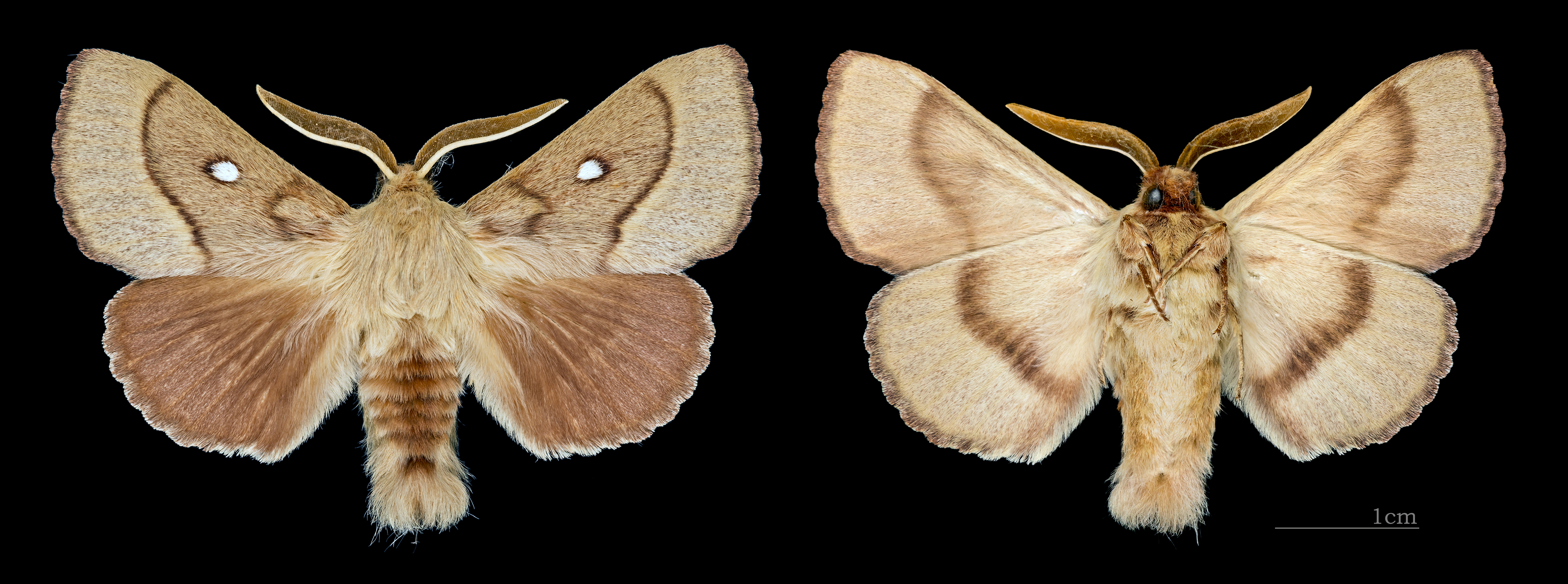
Hím
Nőstény
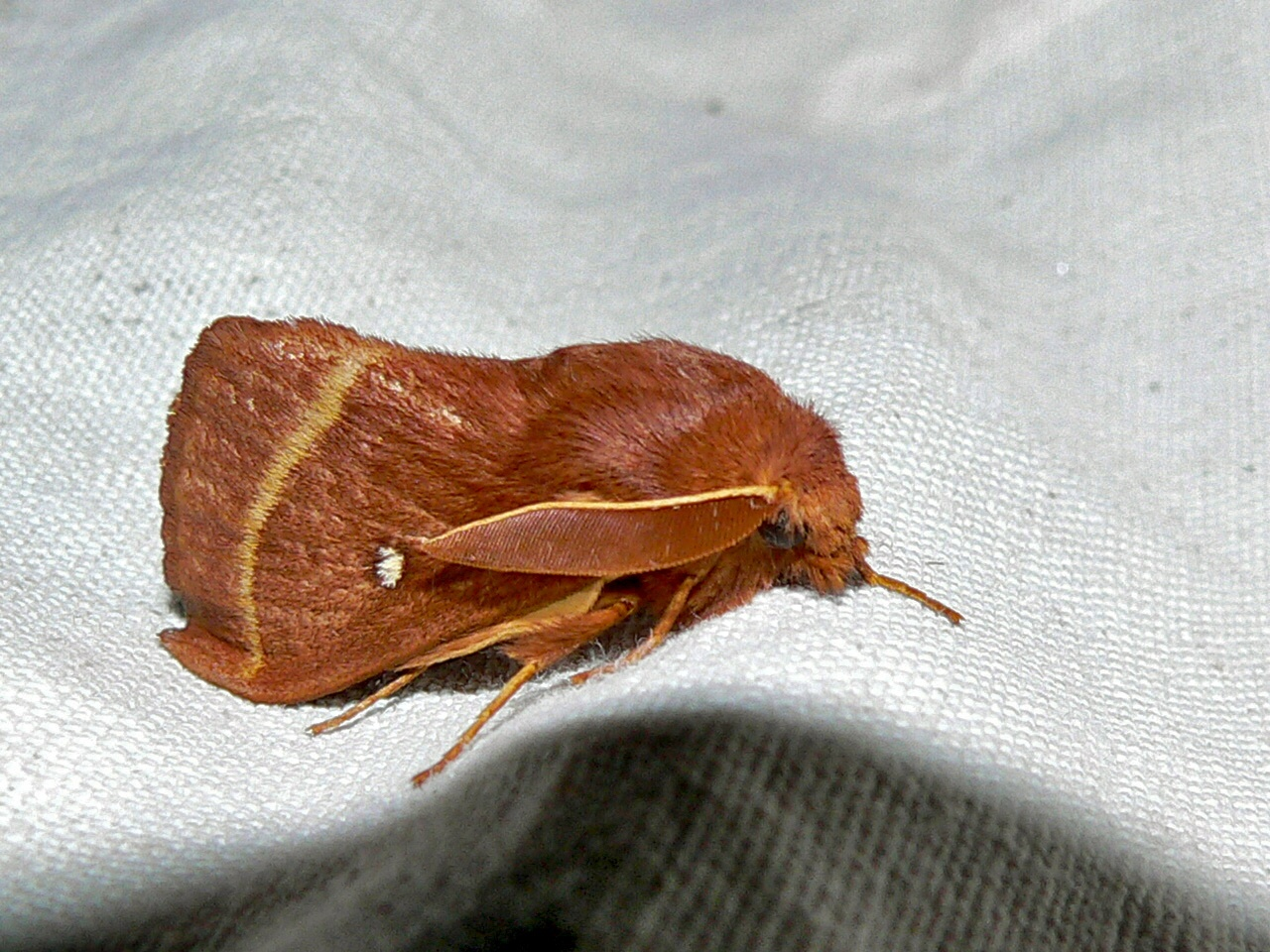
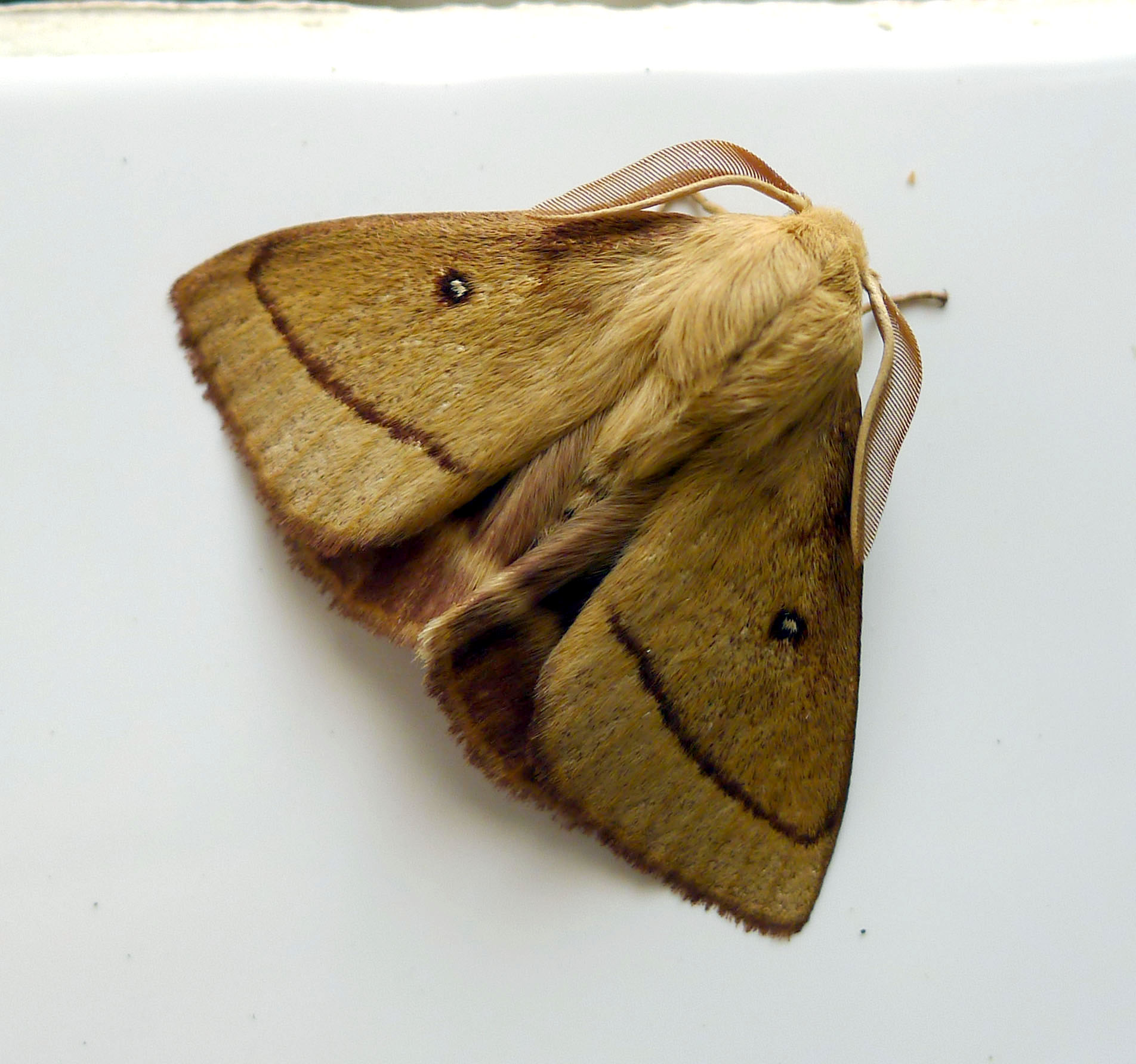
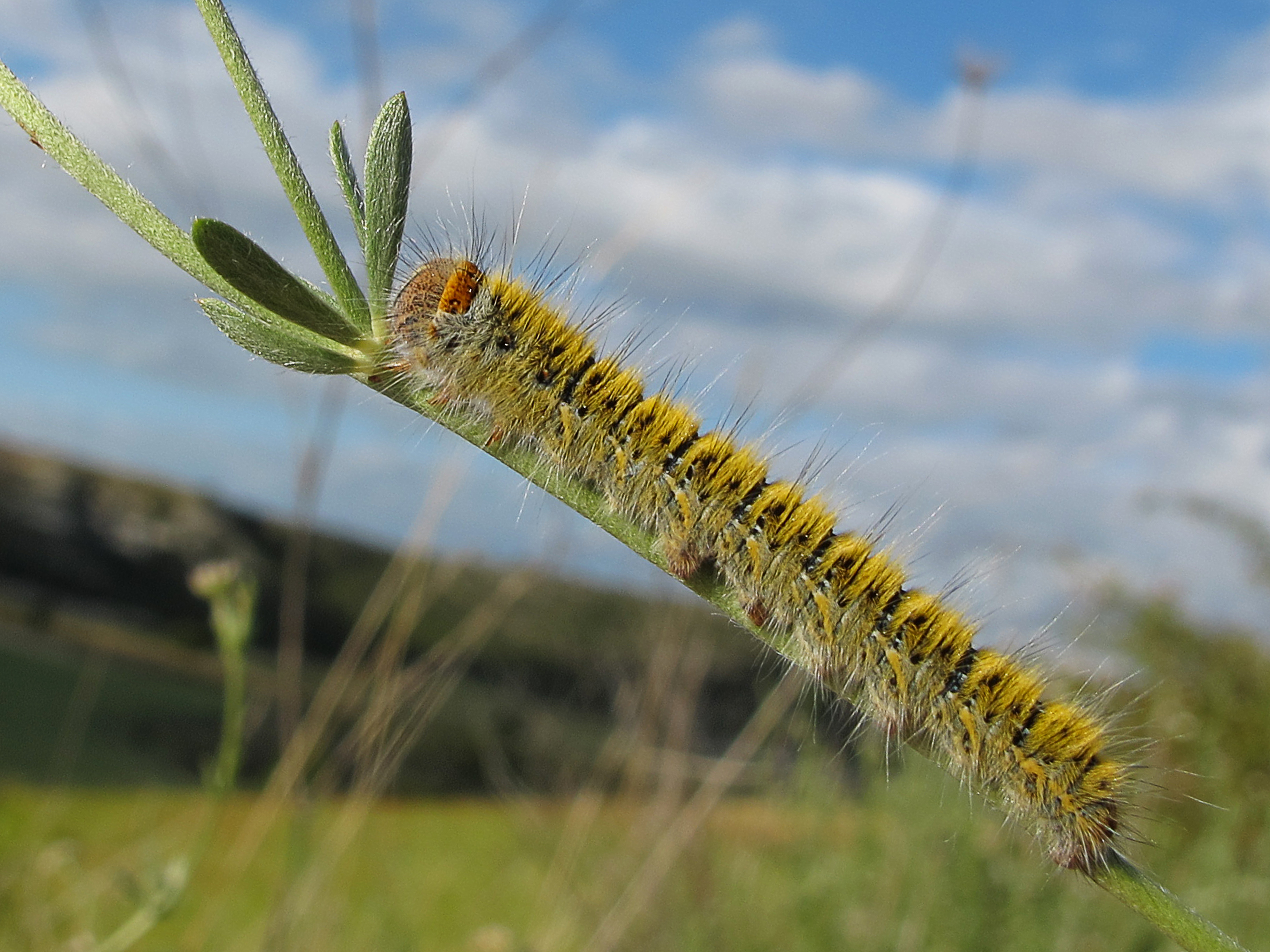